# Richard Taylor (matematyk)
Richard Lawrence Taylor (ur. 19 maja 1962 w Cambridge) – brytyjsko-amerykański matematyk, laureat Nagrody Shawa w dziedzinie matematyki z 2007 roku, a także Breakthrough Prize in Mathematics za rok 2015. Specjalizuje się w teorii liczb.

## Życiorys
Urodził się 19 maja 1962 roku w Cambridge. Gdy miał dwa lata, przeprowadził się z rodzicami do Oksfordu, gdzie spędził resztę dzieciństwa. Jego matka Mary była nauczycielką gry na fortepianie, a ojciec John – fizykiem teoretycznym. W Oxfordzie uczęszczał do Magdalen College School, jednak na jego rozwój na tym etapie największy wpływ wywarł ojciec. Po ukończeniu szkoły Taylor wrócił do Cambridge, gdzie w 1980 roku rozpoczął studia. Był tam przez dwa lata prezesem stowarzyszenia The Archimedeans. Lubił także podróżować, szczególnie do miejsc, w których mógł oddać się swojej pasji do wspinaczki. Odwiedził Alpy, Himalaje, wulkany Ekwadoru i Karakorum. Spośród przedmiotów matematycznych, które studiował, najbardziej zainteresowała go teoria liczb.
W 1984 roku ukończył studia na University of Cambridge. Cztery lata później uzyskał doktorat na Uniwersytecie Princeton (promotorem jego rozprawy zatytułowanej On Congruences between Modular Forms był Andrew Wiles).
Po doktoracie aż do 1995 roku pracował na University of Cambridge (w roku akademickim 1988/1989 przebywał na stypendium Royal Society w Institut des Hautes Études Scientifiques), po czym spędził rok na Uniwersytecie Oksfordzkim. Od 1996 do 2012 roku był zatrudniony na Uniwersytecie Harvarda, a w latach 2012–2019 był profesorem w Institute for Advanced Study. Od 2018 jest profesorem Uniwersytetu Stanforda.
Wypromował 30 doktorów, wśród których byli m.in. Kevin Buzzard, Ana  Caraiani i Jack Thorne.

## Publikacje i osiągnięcia
Autor ok. 40 artykułów. Swoje prace publikował m.in. w „Duke Mathematical Journal”, „Publications mathématiques de l'IHÉS” oraz najbardziej prestiżowych czasopismach matematycznych świata: „Annals of Mathematics”, „Journal of the American Mathematical Society" i „Inventiones Mathematicae”.
Był redaktorem m.in. „Duke Mathematical Journal”, „Annals of Mathematics” i „Inventiones Mathematicae”. Od 2021 roku jest w redakcji „Journal of the American Mathematical Society".
Zainteresowania matematyczne Taylora koncentrują się na związku pomiędzy dwoma bardzo różnymi rodzajami symetrii: pewnymi dyskretnymi symetriami równań wielomianowych odkrytymi przez Galois w pierwszej połowie XIX wieku oraz symetriami ciągłymi występującymi w geometrii. Wpisuje się to w realizację tzw. programu Langlandsa. Jego realizacja doprowadziła w szczególności do rozwiązania starych problemów teorii liczb, najbardziej znanym przykładem jest tu dowód Wielkiego Twierdzenia Fermata autorstwa Andrew Wilesa (przez prawie cały rok Taylor pomagał Wilesowi uzupełnić lukę w pierwszej wersji dowodu, starania te zakończyły się sukcesem i zostały opublikowane w artykule Ring-theoretic properties of certain Hecke algebras). Wczesne prace dotyczą przypadku dwuwymiarowego realizacji programu. Oprócz wspomnianej już współpracy z Wilesem, dotyczy to także pracy z Breuilem, Conradem i Diamondem, która doprowadziła do udowodnienia pełnej hipotezy Taniyamy-Weila, która ma ważne zastosowania w arytmetyce krzywych eliptycznych. Następnie Taylor zajął się dowolną liczbą wymiarów. Razem z Michaelem Harrisem dowiódł w szczególności lokalnej hipotezy Langlandsa. Innym ważnym rezultatem Taylora jest tu dowód hipotezy Sato-Tate'a.
Nagrodę Shawa otrzymał razem z Robertem Langlandsem za zainicjowanie i rozwinięcie wielkiej, jednoczącej wizji matematyki, która łączy liczby pierwsze z symetrią.
Z kolei Breakthrough Prize in Mathematics został nagrodzony za liczne przełomowe wyniki w teorii form automorficznych, w tym te dotyczące hipotezy Taniyamy-Weila, lokalnej hipotezy Langlandsa dla ogólnych grup liniowych i hipotezy Sato-Tate'a.

## Wyróżnienia
Taylor był wielokrotnie nagradzany. Otrzymał m.in.:
- 2014  – Breakthrough Prize in Mathematics[11]
- 2007 – Nagrodę Shawa w dziedzinie matematyki[10]
- 2007 – Clay Research Award(inne języki)[12]
- 2005 – Dannie Heineman Prize(inne języki) (nagroda Akademii Nauk w Getyndze)[2][3]
- 2002 – Nagrodę Cole'a z teorii liczb[13]
- 2001 – Nagrodę Fermata[3]
- 2001 – Nagrodę Ostrowskiego[14]
- 1990 – Whitehead Prize(inne języki) (nagroda Londyńskiego Towarzystwa Matematycznego(inne języki))[15]

W roku 1994 był prelegentem sekcyjnym, a w roku 2002 plenarnym na Międzynarodowym Kongresie Matematyków. W 2008 roku wygłosił też wykład plenarny na Europejskim Kongresie Matematyki.
Jest członkiem Royal Society (od 1995 roku), Amerykańskiej Akademii Sztuk i Nauk (od 2012 roku), Amerykańskiego Towarzystwa Matematycznego (od 2013 roku), National Academy of Sciences (od 2015 roku) i Amerykańskiego Towarzystwa Filozoficznego (od 2018 roku).

## Życie prywatne
W 1994 roku spotkał Christine Jiayou Chang, matematyczkę po Uniwersytecie Harvarda. Pobrali się w sierpniu 1995 roku i mają dwójkę dzieci: Jeremy'ego i Chloe. Próbując połączyć karierę naukową żony i własną, Taylor po ślubie najpierw opuścił Cambridge, a później wyjechał do USA.